# Mercédesz Henger
Mercédesz Henger, all'anagrafe Mercédesz Jelinek Schicchi, (Győr, 18 agosto 1991), è un'attrice, personaggio televisivo, modella, cantante e influencer ungherese naturalizzata italiana. Sceglie di farsi conoscere pubblicamente con il cognome della madre Éva Henger.

## Biografia

### Carriera

#### Gli esordi
Mercédesz Henger, all'anagrafe Mercédesz Jelinek Schicchi (Jelinek è il cognome del padre biologico e Schicchi è il cognome di Riccardo Schicchi, marito della madre e padre adottivo) è la figlia di Éva Henger e Riccardo Schicchi. Ha studiato a Roma e nel Regno Unito, frequentando corsi all'Università di Oxford e laureandosi in psicologia all'Università di Southampton.
Esordisce nel mondo del cinema, al fianco della madre, con un cameo nel film del 2002 Gangs of New York per la regia di Martin Scorsese, dove interpreta la figlia di quest'ultimo.

#### 2003–2015
Nel 2003 posa per un servizio fotografico per una rivista per adolescenti. Nel 2005 debutta nei video musicali con My Heart Is Dancing di sua madre. Nel 2006 partecipa al concorso di bellezza The Look of the Year dove si classifica seconda e vince la fascia di "Miss Volto"; prende parte anche come ballerina al Festival Show 2006 insieme a sua madre. In questi anni inizia anche la carriera di modella con i brand "Roma Sposa" e Alviero Martini.
Nel 2008 interpreta Orsola Iuvara nel film Bastardi per la regia di Federico Del Zoppo e Andres Alce Meldonado. Nello stesso anno, insieme a sua madre Éva Henger, vincono il premio Piper Club. L'anno successivo è Chiara in Torno a vivere da solo per la regia di Jerry Calà. Nello stesso anno posa per il suo primo calendario per teenagers.
Nel 2012 prende parte al docufilm Il signore del porno - Riccardo Schicchi, per la regia di Alberto D'Onofrio. Nel 2015 è protagonista del video musicale We Gon Ride di B-Goss feat. Flo Rida, T-Pain e J-Rand.

#### 2016–oggi
Nel 2016 si classifica terza all'undicesima edizione de L'isola dei famosi. Nello stesso anno è protagonista di Estate 2016 di Paolo Vallesi, video musicale per la regia di Marco Salom.
Sempre nel 2016 è nel cast del Grand Hotel Chiambretti su Canale 5 e di Bring the Noise su Italia 1; oltre che far parte della "BasketArtisti". 
Dal 2016 è stata opinionista nei programmi televisivi Domenica Live (chiuso nel 2021) e Pomeriggio Cinque (fino al 2023) entrambi su Canale 5 e condotti da Barbara D'Urso.
Nel 2017 è madrina e testimonial ufficiale della Società Sportiva Lazio Women. Nel 2018 debutta come cantante, collaborando con Btsound, con il singolo Boomerang di cui viene realizzato anche un video musicale.
Nel 2017 e nel 2019 prende parte insieme a sua madre a Le Iene su Italia 1.
Dal 2019 al 2020 è stata opinionista di Live - Non è la d'Urso condotto da Barbara D'Urso su Canale 5.
Nel 2022 si classifica quarta alla sedicesima edizione de L'isola dei famosi. Nello stesso anno è nei video musicali Lividi di Soniko e Svalutation (cover di Adriano Celentano) di Jean-Christophe Moroni. Sempre nel 2022 è giudice, insieme a sua madre Éva, a Sharm el-Sheikh del Lollapalooza Got Talent. Tra il 2022 e il 2024 recita nella sit-con Sartù, il sorriso è servito.
Nel 2023 è nel cast del film Tic toc per la regia di Davide Scovazzo. Nello stesso anno pubblica il suo secondo singolo Il girone della giostra in duetto con Ilenya, di cui viene realizzato anche un video musicale. Sempre nel 2023 è nel cast di Elohim per la regia di Paolo Vegliò e nel video musicale Tu malavita, io criminale di Marco Calone e prende parte a Le Iene su Italia 1.
Nel 2024 viene girato Diva Futura, lungometraggio per la regia di Giulia Louise Steigerwalt, incentrato sulla figura di Riccardo Schicchi e sull'agenzia Diva Futura; dove Mercedesz è interpretata dalla sorella Jennifer Caroletti.
Sempre nel 2024 interpreta Lilli nel thriller The Contract per la regia di Massimo Paolucci.

## Filmografia

### Cinema
- Gangs of New York, regia di Martin Scorsese (2002)
- Bastardi, regia di Federico Del Zoppo and Andres Alce Meldonado (2008)
- Torno a vivere da solo, regia di Jerry Calà (2009)
- Biphora, regia di Wylliam Fumagalli (2021) - cortometraggio
- Tic toc, regia di Davide Scovazzo (2023)
- Elohim, regia di Paolo Vegliò (2023)
- The Contract regia di Massimo Paolucci (2024)

### Televisione
- Il signore del porno - Riccardo Schicchi, regia di Alberto D'Onofrio (2012)
- Sartù, il sorriso è servito (2022-2024)

### Video musicali
- 2006 – My Heart Is Dancing di Éva Henger
- 2015 – We Gon Ride di B-Goss feat. Flo Rida, T-Pain e J-Rand
- 2016 – Estate 2016 di Paolo Vallesi (regia di Marco Salom)
- 2018 – E contro tutto di Dorian
- 2018 – Boomerang di Btsound Vs Mercedesz Henger (regia di Gilberto Savini)
- 2018 – Portami via da me di Marco Santilli
- 2019 – Traguardo di VEMO
- 2019 – Chica linda di Prynce Niko
- 2020 – Playlist di Daniele Ronda
- 2022 – Lividi di Soniko (regia di Roberto Boribello)
- 2022 – Svalutation di Jean-Christophe Moroni
- 2023 – Il girone della giostra di Mercedesz Henger e Ilenya (regia di Matteo Circiello e Andrea Fantini)
- 2023 – Tu malavita, io criminale di Marco Calone (regia di Marco Cantone)

## Televisione
- L'isola dei famosi 11 (Canale 5, 2016)
- Grand Hotel Chiambretti (Canale 5, 2016)
- Bring the Noise (Italia 1, 2016)
- Domenica Live (Canale 5, 2016–2021)
- Pomeriggio Cinque (Canale 5, 2016–2023)
- Le Iene (Italia 1, 2017, 2019, 2023)
- Live - Non è la d'Urso (Canale 5, 2019–2020)
- L'isola dei famosi 16 (Canale 5, 2022)
- Il salone delle celebrità (Real Time/Discovery+, 2024)

## Web TV
- Casa Signorini (361tv, 2017–2018)
- Vip Champion 2018 (361tv, 2018)
- Il salotto delle celebrità - Sanremo 2023 (Instagram/Facebook, 2023)

## Discografia

### Singoli
- 2018 – Boomerang by Btsound Vs Mercedesz Henger
- 2023 – Il girone della giostra by Mercedesz Henger e Ilenya

### Video musicali
- 2018 – Boomerang di Btsound Vs Mercedesz Henger (regia di Gilberto Savini)
- 2023 – Il girone della giostra di Mercedesz Henger e Ilenya (regia di Matteo Circiello e Andrea Fantini)